# Tringa
Genul Tringa sau fluierarii include păsări limicole migratoare din familia scolopacidelor (Scolopacidae), ordinul caradriiformelor (Charadriiformes) și cuprinde majoritatea fluierarilor. Se întâlnesc în vecinătatea apelor (de-a lungul malurilor râurilor, lacurilor) și în ținuturile mlăștinoase din tundră, păduri sau stepă. Ca hrană consumă insecte, larve, viermi,  crustacei   etc. Au o talie de 21-31 cm. Picioarele sunt lungi. Ciocul este lung, solid, drept sau ușor curbat în sus. Penajul combină culorile albe, cenușii și negricioase. Trăiesc în zonele arctice sau temperate din emisfera nordică (Europa, Asia și America de Nord). Speciile nordice întreprind, după perioada de cuibărit, migrații foarte lungi spre sud unde iernează. Cuibăresc pe pământ, unii în copaci  sau folosesc cuiburile altor păsări. Sunt păsări monogame. Femela depune de obicei 4 ouă de culoare verzuie cu pete brune  și cenușiii, care sunt clocite circa 3 săptămâni. 
Genul Tringa include 13 specii:
1. Tringa brevipes
2. Tringa erythropus
3. Tringa flavipes
4. Tringa glareola
5. Tringa guttifer
6. Tringa incana
7. Tringa melanoleuca
8. Tringa nebularia
9. Tringa ochropus
10. Tringa semipalmata
11. Tringa solitaria
12. Tringa stagnatilis
13. Tringa totanus

În România sunt întâlnite 6 specii: 
1. Tringa stagnatilis - Fluierarul de lac
2. Tringa totanus - Fluierarul cu picioare roșii
3. Tringa glareola - Fluierarul de mlaștină
4. Tringa nebularia - Fluierarul cu picioare verzi
5. Tringa ochropus - Fluierarul de zăvoi
6. Tringa erythropus - Fluierarul negru